# Стара трта

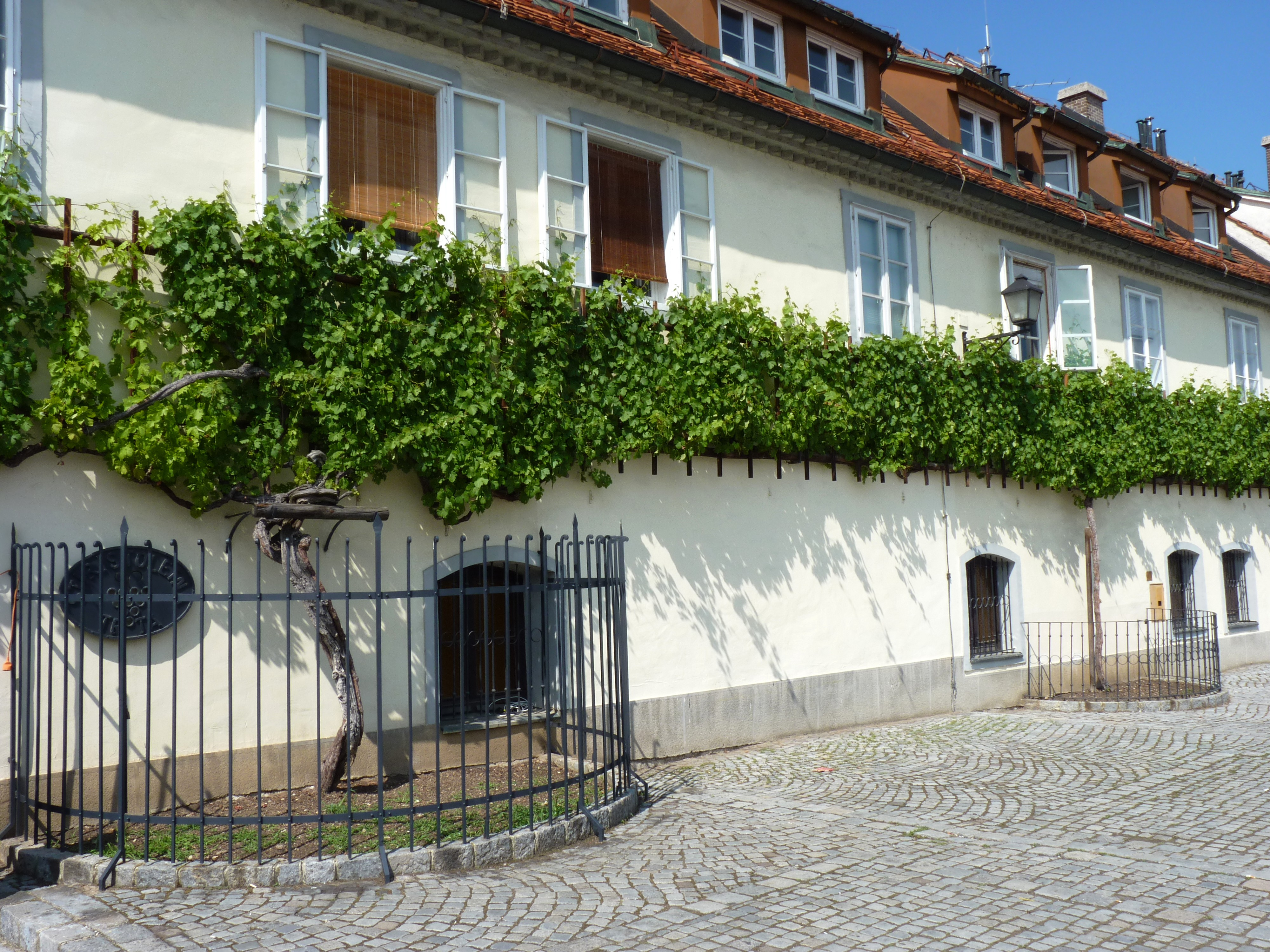

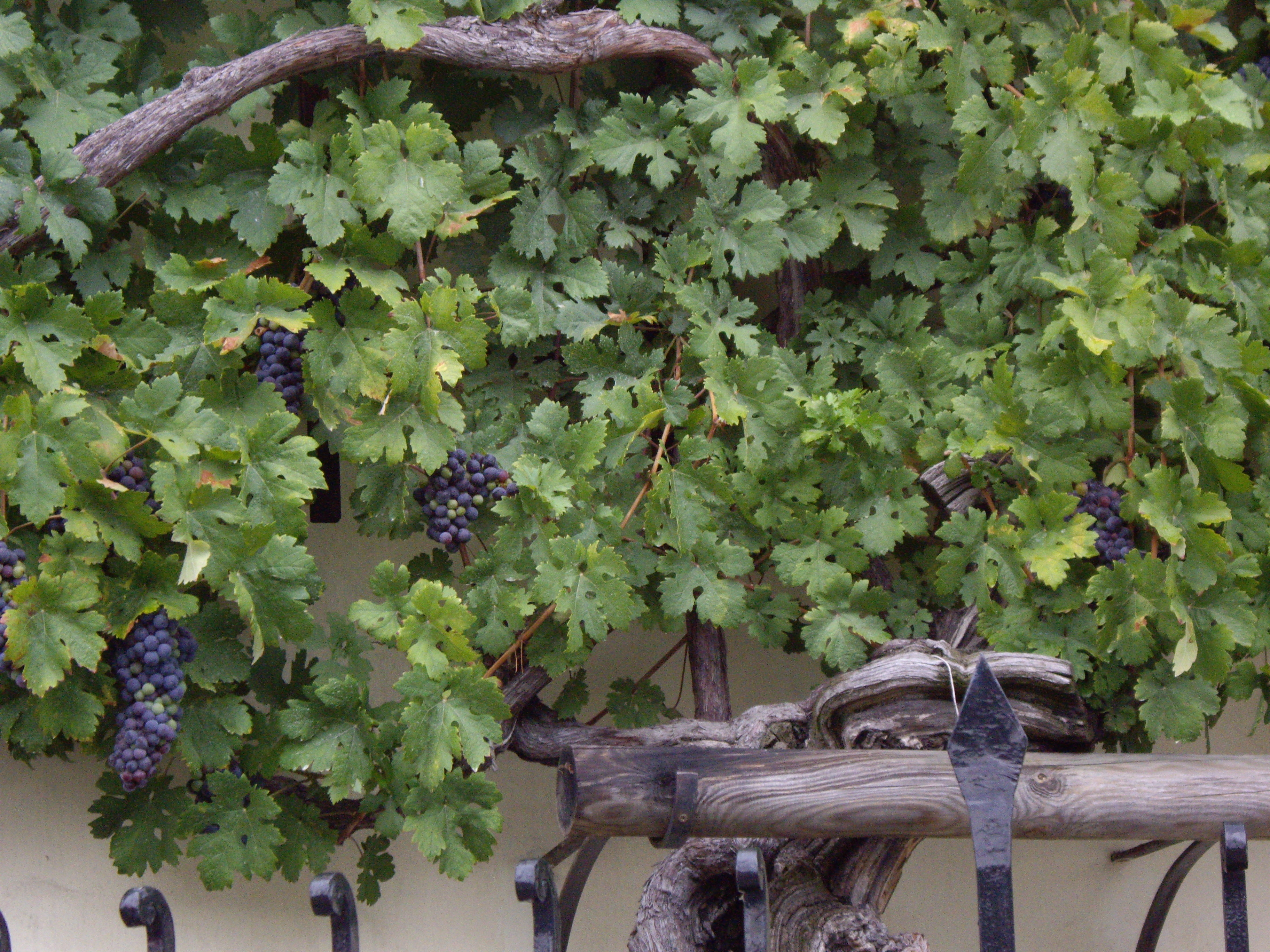
Виноград лози

46°33′24″ пн. ш. 15°38′39″ сх. д. / 46.556742° пн. ш. 15.644234° сх. д.
Стара трта (словен. Stara trta, букв. стара лоза) — виноградна лоза віком понад 400 років, ймовірно найстаріша у світі виноградна лоза, яка розташована на відкритому повітрі та щорічно родить.

## Опис
Лоза сорту Аметовка росте у кварталі Лент міста Марибор (Словенія) на лівому березі річки Драва. Поруч є дочірній кущ, і ще один дочірній кущ росте у дворі замку Птуй.
Щорічно з лози знімають до 50 кг винограду та переробляють на вино, яке розливається у художньо оформлені пляшки. Цінність такого вина у його рідкості, а не смаку, який є досить звичайний.
Як найстаріша виноградна лоза світу, Стара трта занесена до Книги рекордів Гіннеса.